# Богданов Едуард Сергійович
Едуард Сергійович Богданов (рос. Эдуард Серге́евич Богданов; нар. 8 червня 1994, Іркутськ, Росія) — російський футболіст, півзахисник та нападник аматорського клубу «Іркутськ».

## Життєпис
Народився в Іркутську. У дорослому футболі дебютував 2010 року в місцевому аматоському клубу «Зеніт-Рекорд». У сезоні 2011/12 та 2012/13 років виступав за «Зеніт» а аматорському чемпіонаті Росії. На початку липня 2012 року підписав перший професіональний контракт, з місцевим «Байкалом». У футболці іркутського клубу дебютував 15 липня 2012 року в переможному (1:0) домашньому поєдинку 1-го туру групи «Схід» Другого дивізіону проти «Сахаліна». Едуард вийшов на поле в стартовому складі, а на 64-й хвилині його замінив Артур Копитін. Першим голом за «Байкал» відзначився 23 вересня 2014 року на 87-й хвилині переможного (4:2) виїзного поєдинку 14-го туру групи «Схід» Другого дивізіону проти барнаульського «Динамо». Богданов вийшов на поле на 76-й хвилині, замінивши В'ячеслава Кириллова. За чотири сезоні, проведені в іркутському клубі, зіграв 56 матчів (6 голів) у Другому дивізіоні Росії, ще 3 поєдинки провів у кубку Росії. Виступав також в аматорських змаганнях за молодіжну команду «Байкалу».
5 липня 2016 року підписав контракт з «Сибіром». У футболці новосибірського клубу дебютував 11 липня 2016 року в нічийному (0:0) виїзному поєдинку 1-го туру ФНЛ проти московського «Спартака-2». Едуард вийшов на поле в стартовому складі, а на 70-й хвилині його замінив Микита Безліхотнов. З липня по серпень 2016 року зіграв 6 матчів у першому дивізіоні російського чемпіонату. Наступного сезону не зіграв жодного офіційного матчу за клуб.
На початку березня 2019 року виїхав до окупованого Криму. Зіграв 1 поєдинок у так званій «Прем'єр-лізі КФС» за бахчисарайський «Кизилташ». З липня 2019 року перебував без клубу. На початку травня 2022 року приєднався до представника третього дивізіону чемпіонату Росії (аматорський рівень) ФК «Іркутськ».